# Václav Vlček
Václav Vlček, slovenski baletni plesalec in koreograf češkega rodu, * 23. oktober 1895, Praga,  † 1968, Argentina.

## Življenje in delo
Balet je študiral v Pragi, 1914 postal solist v Narodnem divadlu (Narodno gledališče). V začetku 1. svetovne vojne je bil mobiliziran in dodeljen v Albanijo. V sezoni 1918/1919 je v ljubljanski Operi vodil balet in baletno šolo, ki jo je ustanovil, med drugimi je bila njegova učenka tudi Lidija Wisiak), zunaj Opere pa šolo družabnega plesa. Izpopolnjeval se je 1920–1924 v Dresdenu (Hellerau) pri E. Dalcrozu in M. Wigmanovi, po vrnitvi 1925 je Ljubljani in Mariboru nastopil v Plesnem večeru komornih plesov z Wisiakovo, 1926 pa odšel z njo v Pariz. V ljubljanski Operi je bil v sezoni 1927/1928 ponovno vodja baleta, od 1928–1939 pa je vodil baletne skupine različnih gledališč v Parizu, mdr. Opéra comique, ki je 1928 gostovala v Pragi s Smetanovo Prodano nevesto), Théâtre Châtelet, Théâtre da la Madeleine. Veliko je gostoval z Wisiakovo po Evropi (Belgija, Češka, Francija, Italija, Švica). Leta 1939 je odšel v Južno Ameriko in bil baletni mojster v tamkajšnih gledališčih, mdr. tudi v Théâtre municipal v São Paolu (Brazilija). S Slovenijo poslej ni imel več stikov.